# Голлы, Мартин
Ма́ртин Го́ллы (словац. Martin Hollý; 11 августа 1931, Кошице, Чехословакия, ныне Словакия — 18 марта 2004, Братислава, Словакия) — словацкий кинорежиссёр.

## Биография
Окончил ФАМУ (факультет кино и телевидения Пражской академии искусств). В 1958—1961 годах был ассистентом режиссёра на киностудии «Баррандов», а в 1962 году дебютировал как режиссёр фильмом «Путь воронов» на Братиславской киностудии. Год спустя снял театральный спектакль «Иванов». Его телефильм «Баллада о семи повешенных» (1968) был отмечен на  фестивале телефильмов в Монте-Карло и в Сорренто.

## Избранная фильмография
- 1962 — Путь воронов / Havrania cesta (по Л. Филану)
- 1963 — Иванов / Abschied (по А. П. Чехову)
- 1964 — Дело для защиты / Pripad pre obhájcu
- 1965 — Один день для старой дамы / Jeden den pre starú paniu
- 1968 — Баллада о семи повешенных / Balada o siedmich obesených (т/ф по Л. Н. Андрееву)
- 1970 — Медная башня / Medená veza
- 1971 — Орлиное перо / Orlie pierko
- 1973 — Грех Катарины Падыховой / Hriech Kataríny Padychovej (в советском прокате «Горечь разлуки»)
- 1974 — Кто уходит в дождь / Kto odchádza v dazdi
- 1975 — Лихорадка / Horúcka (по Йозефу Коту)
- 1979 — Смерть по заказу / Smrt sitá na mieru
- 1980 — Знак доблести / Signum Laudis
- 1981 — Ночные всадники / Nocní jazdci
- 1982 — Соль дороже злата / Sol nad zlato

## Награды
- 1980 — специальный приз кинофестиваля в Карловых Варах
- 1982 — Заслуженный артист ЧССР
- 2001 — Орден Людовита Штура 1 класса